# Pulpo Manotas
El Pulpo Manotas (Squiddly Diddly originalmente en inglés), es un personaje de ficción de dibujos animados creado por los estudios de animación de Hanna-Barbera. Se trata de un pulpo parlante cuyas aventuras se comenzaron a emitir en la cadena de televisión estadounidense NBC el 2 de octubre de 1965 como parte del Show del inspector Ardilla, donde compartía espacio con el Inspector Ardilla y la Bruja tonta.

## Personajes
- El Pulpo Manotas: Squiddly Diddly, Es un Pulpo cabezón de color violeta, sextopodo, con dos palpos superiores. Errónea sería concederle la calificación de antropomórfico. Sobre su enorme cabezota esférica luce un sombrerito de grumete blanco y se viste con una camisola de marinero de color rojo con lazo negro. El Pulpo manotas esta significativamente bien dotado para la música y puede tocar el saxofón, la batería, y la guitarra, todo a la vez. El tono de su voz es aguda como la de un adolescente que está cambiando de voz.
- El Alférez Pérez: Winchley en inglés[1] Es un hombre alto de piernas largas y de cuerpo más grueso y compacto cuya cabeza se une con el cuerpo sin mediación de cuello. Su frente es estrecha, cabeza despejada de pelo y sobre ella lleva una gorra de capitán. Tan solo tiene pelo en la nuca y es marrón claro. Luce amplias cejas, gran nariz y bajo ésta un escueto bigote en forma de alas.Viste de traje de marino blanco, con camisa y corbata negra. El Alférez Pérez es el encargado de la dirección del Acuarium Burbujalandia donde reside El Pulpo Manotas y es su responsabilidid el correcto funcionamiento de las instalaciones. Por ello debe cuidar que el Pulpo Manotas no se vaya, o que no organice ninguna de sus travesuras. Sin embargo Manotas siempre acaba metiéndose en líos y el Alferez lo acaba castigando a realizar todo tipo de trabajos de mantenimiento y conservación en el acuario.

## Doblaje
- Pulpo Manotas: Paul Frees - Juan José Hurtado
- Alferez Pérez: John Stephenson - Quintín Bulnes[2]
- Presentador: Ken Smith

## Argumento
El Pulpo Manotas  trabaja en el acuario Bubbleland (Acuario Munincipal) de limpiador. Pero le gusta demasiado la fiesta como para pasarse el día trabajando duro, lavando y lustrando el acuario en el que vive, por lo que al mínimo despiste de su vigilante el Alferez Pérez y aprovecha para tomar las de Villadiego y vivir sus aventurillas.
Lo malo es que si lo que desea es ser discreto, para no ser descubierto, tiene que andarse con mucho cuidado de que no lo detengan porque como lo pillen ya se ve castigado lustrando barandas de por vida.
Así pues con la exclamación de "¡AY MAMA PULPA¡". Cuando las cosas se ponen feas, vuelve a salir corriendo para ver de volver al acuario Burbujalandia  sin que se note su falta.

## Episodios
Se emitieron dos temporadas, la primera de 20 episodios y la segunda con tan sólo 6, en la cadena NBC, desde el 2 de octubre de 1965 hasta el 26 de marzo de 1966. 
 A continuación los episodios cronológicamente ordenados, con su título original en inglés y traducido, y un breve sinopsis.
1. La Fuga de Manotas (Way Out Squiddly): Unos extraterrestres capturan a Manotas, pensando que es un terrícola. Su intención es estudiarlo para valorar sus posibilidades de conquista de la tierra.
2. El Negocio del Espectáculo (Show Biz Squid):  Manotas está celoso del espectáculo de los nuevos Delfines, que atrae toda la atención de los visitantes del parque. Por ello se escapa y se esconde en un hotel.
3. El Cambio (The Canvas Back Squid): Cuando  Octopus, el campeón Mundial de Wrestling, coge un resfriado y no puede luchar contra el Aplastador. El Mánager de Octopus sustituye a su campeón por Manotas.
4. Servicio Nervioso (Nervous Service):Aburrido del Acuario Manotas acaba enrrolado en la marina a las órdenes de un Almirante loco.
5. Occidente Já! (Westward Ha!): El Pulpo Manotas viajará al emocionante Oeste, pero allí se topará con Lodo Shot Gun que quiere pegarle un tiro.
6. El Pulpo Actor (Sea Grunt): Mientras ruedan una película en el acuario, el actor que hace de pulpo abandona y Manotas decide sustituirlo. Pronto comprende, el por qué del abandono del actor anterior.
7. Jefe Cocinero y Lavaplatos (Chief Cook and Bottle Washer):  Harto del trato del Alferez Pérez, Manotas se marcha del Burbujalandia. Lo malo es que acaba en un barco pirata donde es tratado mucho peor.
8. Pulpo enamorado (Squid on the Skids): Manotas se va a la playa donde ve al amor de su vida. Pero para ganarla deberá enfrentarse a otro pulpo que dice haberla visto antes.
9. Doble Problema (Double Trouble): Manotas es despedido del Acuario, y por casualidad acaba en una fiesta de disfraces donde todos lo admiran por pensar que va muy bien disfrazado.
10. Chico Resbaloso (Squid Kid): Un niño se lleva a Manotas a su casa para que este sea su nueva mascota.
11. El Botín y la Bestia (Booty and the Beast): El Alférez y Manotas encuentran el mapa de un tesoro que van a buscar y encuentran pero después no saben que hacer para cogerlo y guardarlo.
12. Haciendo el Payaso (Clowning Around): Manotas se va al circo a hacer de payaso.
13. Premio Sorpresa (Surprize Prize): Manotas y El Alférez Pérez acaban en una Isla donde sus pobladores creen que Manotas es un Dios y Pérez tendrá de cuidarlo.
14. Pulpo Canguro (Baby Squidder): Un bebé se pierde en Burbujalandia y Manotas cuidará de él.
15. Aprendiz de Astronauta (Naughty Astronaut): Manotas es lanzado en una cápsula espacial y se estrella en el desierto. Los Tuaregs lo tomán por un Alienígena y mandarán a su ejército contra él.
16. El Fantasma esta claro (The Ghost is Clear): Manotas ha sido invitado al cumpleaños de un chico fantasma.
17. Un pato con suerte (Lucky Ducky): Un Pato de Tasmania, elige el recinto de Manotas para quedarse a vivir.
18. Zorro marino (Foxy Seal): Manotas intenta ayudar a un zorro perseguido por un perro cazador.
19. Doble Manotas (Squiddly Double Diddly): Un espía internacional se infiltra en Burbujalandia disfrazado como Manotas, dejando atónito al Alférez Pérez.
20. Locura en Hollywood (Hollywood Folly): Manotas marcha a Hollywood donde quiere hacer de chico malo en una película de espías
21. Un caballero Negro (One Black Knight): Manotas en el Castillo de Quid, tan solo debe pedir algo a su mayordomo y será satisfecho, pero el mayordomo, pretende asustar a Manotas con la leyenda del Caballero Negro.
22. (Yo Ho Ho): Manotas acaba en el barco del Pirata Kidney.
23. Peces fraudulentos (Phoney Fish): Dos ladrones de bancos se disfrazan de peces para robar la caja de Burbujalandia.
24. Mosquitoman (Gnatman): Manotas admirador de un programa de televisión a ha decidido convertirse en un héroe y luchar por la paz y la justicia
25. Robo Pulpo (Robot Squid):  El Alférez Pérez decide sustituir a Manotas por un robot.
26. Dedos de Seda (Jewel Finger): El Misterioso ladrón de joyas Dedos de seda ha robado un collar de perlas de incalculable valor y decide ocultarlo en Burbujalandia. Pero Manotas sin querer se lo traga.

## Otras Apariciones
- En 1966, Hanna-Barbera Records lanzando a Surfari Surf del Pulpo Manotas en LP.[4]

- Pulpo Manotas fue protagonizara en Yogi's Gang (1973), voz por Don Messick.

- Pulpo Manotas hizo una aparición en solitario del cómic en 1966, como una característica de respaldo en el único número de Inspector Ardilla, Publicado por Golden Key Comics, y nuevamente en 1996, cortesía de Hanna-Barbera Presents #6, Publicado Por Archie Comics.

- Pulpo Manotas hace un cameo en el Programa Yo Yogi! (1991), el Episodio "The Big Snoop". Él es visto entre aquellos que buscan Snooper super cuando termina secuestrado.

- Pulpo Manotas hace como robot Representante de Chubby Chesse en El Laboratorio de Dexter (1996).

### Cómics
- Secret Squirrel #1 File Copy (Gold Key, 1966)
- Hanna-Barbera Presents (Archie Comics, 1996)

### Películas
- Pulpo Manotas Hizo 2 Cameos en La Película ¡Scooby! (2020)